# König (Mondkrater)

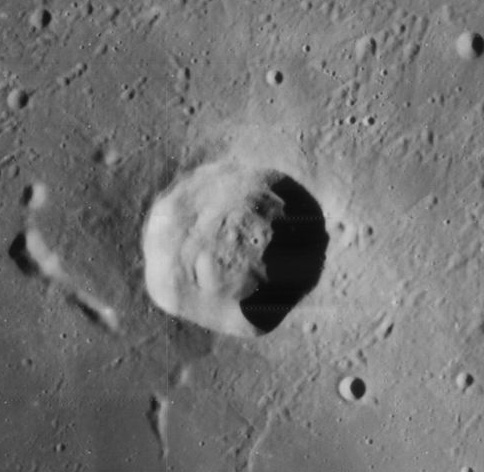
König (Mondkrater), Foto 1967

König ist ein Einschlagkrater im Südwesten der Mondvorderseite in der Ebene des Mare Nubium, südwestlich des Kraters Bullialdus und nordwestlich von Kies.
Der etwas unregelmäßig geformte Krater ist kaum erodiert.
| Buchstabe | Position           | Durchmesser | Link |
| --------- | ------------------ | ----------- | ---- |
| A         | 24,79° S, 24,16° W | 3 km        |      |

Der Krater wurde 1935 von der IAU nach dem österreichischen Astronomen Rudolf König offiziell benannt.